# 조르지 루이스 아우베스 주스치누
조르지 루이스 아우베스 주스치누(포르투갈어: Jorge Luiz Alves Justino, 1982년 4월 22일 ~ )는 브라질의 수비수이다. 많은 브라질 리그 팀을 오가며 수비수로 활약을 하여 117 경기 출전 하여 5골을 넣었으며 2009년 포르투갈 리가의 FC 파수스 드 페헤이라와의 계약 이틀 후 수원 삼성 블루윙즈로 이적을 하여 전 소속팀과의 문제가 생기기도 하였다. K-리그에서는 알베스라는 등록명을 사용하였고, 등번호 2번을 받았다. 2009년 2월 12일 리웨이펑과 함께 수원 월드컵 경기장에서 입단식을 가졌으나, 그 해 7월 수원 삼성 블루윙즈와 상호 합의하에 계약을 해지하여 FC 파수스 드 페헤이라로 복귀하였다.